# لوییس روبلس
لوییس ارمیتا روبلس (انگلیسی: Luis Ermita Robles؛ زادهٔ ۱۱ مهٔ ۱۹۸۴) بازیکن فوتبال پیشین اهل ایالات متحده آمریکا است.
وی همچنین در تیم ملی فوتبال ایالات متحده آمریکا بازی کرده‌است.